# Glossamia gjellerupi
Glossamia gjellerupi és una espècie de peix pertanyent a la família dels apogònids.

## Descripció
- Pot arribar a fer 16 cm de llargària màxima.
- 7 espines i 9-10 radis tous a l'aleta dorsal i 2 espines i 9-10 radis tous a l'anal.[6][7]

## Hàbitat
És un peix d'aigua dolça, demersal i de clima tropical (1°S-7°S).

## Distribució geogràfica
Es troba a Irian Jaya (Indonèsia) i Papua Nova Guinea.

## Observacions
És inofensiu per als humans.